# 인천해양경찰서
인천해양경찰서(仁川海洋警備安全署, Incheon Coast Guard)는 국가의 해양주권을 수호하고, 깨끗하고 안전한 희망의 바다를 만들기 위해 해상경비, 해양안전 관리, 해상치안질서 유지, 해양오염 방지 등 다양한 업무를 수행하기 위하여 설립된 중부지방해양경찰청 산하의 해양경찰서이다. 인천해양경찰서장은 총경(4급 상당)으로 보하며 인천광역시 연수구 옥골로 93에 위치하고 있다.

## 연혁
- 1963년 4월 26일 인천기지대 발대
- 1970년 12월 1일 서해어로보호본부 설치
- 1972년 5월 6일 인천지구대 승격
- 1991년 8월 1일 인천해양경찰서로 개칭
- 2014년 11월 19일 국민안전처 소속, 인천해양경비안전서로 개편
- 2016년 9월 12일 인천해양경비안전서 송도청사 이전
- 2017년 4월 4일 서해5도특별경비단 창단에 따른 인력장비 분할
- 2017년 7월 26일 해양경찰청 소속, 인천해양경찰서로 개편
- 2018년 8월 27일 인천해양경찰서 옥련동 청사 이전
- 2020년 8월 28일 서해조업보호본부 설치
- 2024년 5월 27일 인천해양경찰서 청라동 청사 이전

## 조직
| - 경무기획과 - 경무기획계 - 청문감사계 - 경리계 - 경비구난과 - 경비구난계 - 종합상황실 - 구난무선국 - 122구조대 | - 해상안전과 - 안전관리계 - 해상교통계 - 수상레저계 - 장비관리과 - 정비계 - 보급계 - 정보통신계 | - 수사과 - 수사계 - 형사계 - 지능수사계 - 정보과 - 정보계 - 보안계 - 외사계 | - 해양오염방제과 - 방제계 - 기동방제계 - 예방지도계 - 분석계 - 특공대 - 행정팀 - E.O.D - 교육팀 | - 항공단 - 행정팀 - 고정익 - 회전익 |

## 소속기관
인천해양경찰서는 10개의 파출소와 1개의 안전센터를 산하에 두고 있다.
| 명칭           | 사진 | 주소                                   | 관할구역 | 출장소                |
| -------------- | ---- | -------------------------------------- | -------- | --------------------- |
| 인항파출소     |      | 인천광역시 중구 축항대로 64-16         |          | 남항출장소 만석출장소 |
| 강화파출소     |      | 인천광역시 강화군 내가면 해안서로 885  |          | 대명출장소 삼산출장소 |
| 신항만파출소   |      | 경기도 시흥시 오이도로 175             |          | 소래출장소            |
| 하늘바다파출소 |      | 인천광역시 중구 잠진도길 11            |          | 장봉출장소            |
| 영흥파출소     |      | 인천광역시 옹진군 영흥면 영흥로 109-18 |          | 덕적출장소            |
| 대청파출소     |      | 인천광역시 옹진군 대청면 대청로 22-1   |          |                       |
| 백령파출소     |      | 인천광역시 옹진군 백령면 백령로 68-81  |          |                       |
| 연평파출소     |      | 인천광역시 옹진군 연평면 연평로 152    |          | 소연평출장소          |
| 대명파출소     |      | 경기도 김포시 대곶면 대명항1로 107     |          |                       |

## 사건사고
- 2011년 12월 12일에 소청도 부근에서 불법어선을 단속하던 경찰관이 선장의 흉기에 찔려 순직하였다.[4]
- 2015년 8월 19일에 환자를 이송하기 위해 출동하던 공기부양정 H-09호가 정박해있던 선박을 들이받아 해양경찰관 7명이 치료를 받던 도중 1명이 순직하였다.[5]